# Campoli del Monte Taburno
Campoli del Monte Taburno é uma comuna italiana da região da Campania, província de Benevento, com cerca de 1.512 habitantes. Estende-se por uma área de 9 km², tendo uma densidade populacional de 168 hab/km². Faz fronteira com Apollosa, Castelpoto, Cautano, Montesarchio, Tocco Caudio, Vitulano.

## Demografia
| Variação demográfica do município entre 1861 e 2011                               |
|                                                                                   |
| Fonte: Istituto Nazionale di Statistica (ISTAT) - Elaboração gráfica da Wikipedia |